# 1998년 알바니아 헌법 국민투표
1998 알바니아 헌법 국민투표(알바니아어: Referendumi Kushtetues në Shqipëri, 1998)는 1998년 11월 22일에 알바니아에서 진행된 새로운 헌법을 채택하기 위한 국민투표이다. 투표는 50.9%의 투표율로 93.5%의 찬성을 얻어 통과되어 11월 28일부터 적용되었다. 이로 인해 2000년 알바니아의 행정 구역의 지역 단위가 바뀌었다.
새로운 헌법은 법치주의, 인권, 권력 분립을 강조하고, 알바니아의 국제적 관계를 강화하며, 유럽연합과 같은 서방 국가들과의 관계를 개선하는 목표를 담고 있다.

## 결과
| 선택                  | 투표      | %    |
| --------------------- | --------- | ---- |
| 찬성                  | 879,488   | 93.5 |
| 반대                  | 61,000    | 6.5  |
| 백지투표(무효)        | 27,000    | –    |
| 합계                  | 968,346   | 100  |
| 등록 유권자/투표율    | 1,914,859 | 50.6 |
| 출처: Nohlen & Stöver |           |      |